# Heinrich Fiechtner

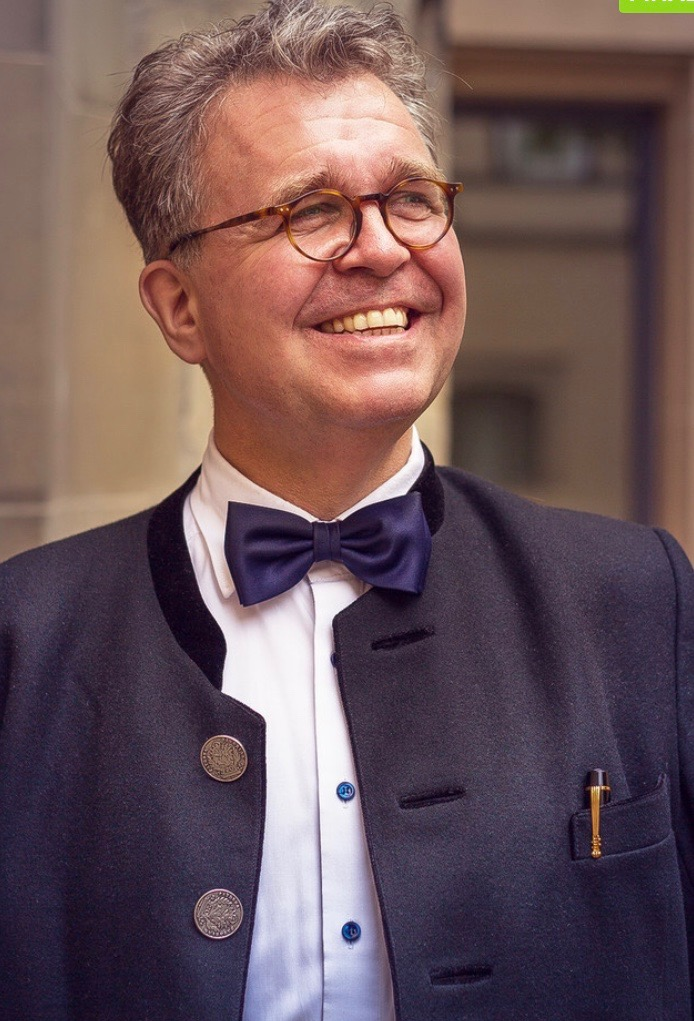
Heinrich Fiechtner (2015)

Heinrich Ekkehard Fiechtner (* 29. September 1960 in Stuttgart-Bad Cannstatt) ist ein deutscher Hämatologe und internistischer Onkologe, Palliativmediziner sowie Politiker (parteilos, früher AfD). Er gehörte von 2016 bis 2021 dem 16. Landtag von Baden-Württemberg an. Ende November 2017 trat er aus der AfD und aus der AfD-Landtagsfraktion aus. Er begründete dies mit der trotz eines Skandals fortgesetzten Zusammenarbeit der AfD-Fraktion mit dem zunächst nicht aus der AfD ausgeschlossenen antisemitischen Abgeordneten Wolfgang Gedeon.
Fiechtner und Gedeon, beide Mediziner, stellten sich 2020 in einem von Fiechtner veröffentlichten Video gegenseitig Atteste zur Befreiung von der Maskenpflicht aus.

## Biografie

### Ausbildung und Beruf
Heinrich Fiechtner besuchte die Martin-Luther-Schule in Bad Cannstatt und die Freie Waldorfschule Uhlandshöhe in Stuttgart, bevor er 1980 am Paracelsus-Gymnasium in Hohenheim sein Abitur ablegte. Er studierte ab 1980 an der Universität Tübingen zunächst Klassische Philologie und begann 1981 mit dem Studium der Humanmedizin. Dieses beendete Fiechtner 1987 mit dem Staatsexamen und der Approbation. Ab 1988 arbeitete Fiechtner zwei Jahre bei der Bundeswehr, zunächst als Musterungsarzt, später als Hauptmusterungsarzt. Nach einer kurzen Zeit als Prüfarzt bei der Landesversicherungsanstalt Württemberg wechselte er in eine Kur- und Rehabilitationsklinik in Bad Wimpfen und danach in eine Spezialklinik für Diabetes in Bad Mergentheim. Von 1992 bis Ende 1999 war er als Assistenzarzt im Katharinenhospital Stuttgart beschäftigt, wo er die Facharztanerkennung als Internist erwarb sowie die Weiterbildung zum Internistischen Hämatologen und Onkologen durchlief. Auch war er mehrere Jahre im städtischen Team der Leitenden Notärzte. 2005 erwarb er als einer der ersten Ärzte die Anerkennung als Palliativmediziner. Er ist Mitbegründer der ambulanten Palliativversorgung in Stuttgart. Von 2000 bis Ende 2016 war er Teilhaber einer onkologischen Praxis in Stuttgart. 2017 wechselte er in ein medizinisches Versorgungszentrum. Laut eigener Aussage wurde ihm von seinem ehemaligen Teilhaber das Betreten der Praxis untersagt, was dieser wiederum verneinte.
Seit 2020 ist Fiechtner als niedergelassener Onkologe in eigener Praxis in Stuttgart-Vaihingen tätig.

### Politik
Nach Mitgliedschaften in der CDU und der FDP war Fiechtner 2013 Gründungsmitglied der Alternative für Deutschland in Baden-Württemberg. Bis zum Oktober 2014 war er stellvertretender Landesvorsitzender der AfD und von November 2015 bis Mai 2016 Kreisvorsitzender im Landkreis Göppingen. Von 2014 bis 2019 war er außerdem Stadtrat in Stuttgart. Anfang 2015 verglich Fiechtner Aussagen aus dem Koran mit solchen aus Hitlers Mein Kampf und anderer Diktatoren, was ihm öffentliche Kritik einbrachte. 2015 bezeichnete Fiechtner den grünen Oberbürgermeister von Stuttgart Fritz Kuhn als „miesen faschistoid-populistischen Scharfmacher“, nachdem dieser am Vortag bei einer Rede auf dem Stuttgarter Marktplatz ihn und seine Stadtratskollegen der AfD mit Faschisten und Neonazis in einen Zusammenhang gebracht hatte. Kurze Zeit später entschuldigte sich Fiechtner bei Kuhn. Ein nach diesen Ereignissen eingeleitetes Parteiausschlussverfahren wurde später eingestellt. Bei der Landtagswahl in Baden-Württemberg am 13. März 2016 zog er über ein Zweitmandat im Wahlkreis Göppingen (Wahlkreis 10) in den Landtag von Baden-Württemberg ein.
Nach der Wahl äußerten Mitglieder des Kreisverbandes im Wahlkreis Göppingen ihren Unmut darüber, weil Fiechtner entgegen ihren Erwartungen kein Wahlkreisbüro eröffnete. Er begründete dies mit den häufigen Sachbeschädigungen, denen derartige Büros der AfD ausgesetzt seien, sowie mit der fehlenden Effizienz. Auch bemängelten einige eine mangelhafte Präsenz vor Ort. Fiechtner erklärte, er habe große Schwierigkeiten, seine Tätigkeit als Onkologe zu regeln. Die den Landtagsabgeordneten ausbezahlte Kostenpauschale von 2.208 Euro netto, welche eigentlich für das Wahlkreisbüro verwendet werden sollte, behielt er für sich.
Während der Ereignisse um den AfD-Abgeordneten Wolfgang Gedeon aufgrund dessen antisemitischer Positionen stellte sich Fiechtner auf die Seite von Jörg Meuthen und nahm mit diesem an der Gründung einer neuen Fraktion, der Alternative für Baden-Württemberg (ABW), teil. Im Dezember 2016 befürwortete Fiechtner im Landtag die Einführung der Gesundheitskarte für Flüchtlinge und stellte sich damit gegen seine Fraktion. Danach wurde er von der AfD nicht mehr als Redner eingesetzt und zudem als ordentliches Mitglied aus zwei Ausschüssen abberufen, dem Ausschuss für Inneres, Digitalisierung und Migration sowie dem Untersuchungsausschuss Rechtsextremismus/NSU II. Im Februar 2017 schrieb Fiechtner zusammen mit Stefan Herre und Lars Patrick Berg einen offenen Brief zum Thema Gedenkstätte Camp de Gurs, nachdem die Fraktion im Rahmen der Haushaltsberatungen die Streichung der Fördergelder für diese Stätte befürwortet hatte. Im Juni 2017 reichte Fiechtner Klage gegen die gegen ihn verhängten Sanktionen vor dem Verfassungsgerichtshof für das Land Baden-Württemberg ein. Ebenso wurde im Juni 2017 durch 16 von 18 anwesenden Mitgliedern der Fraktion der AfD im Landtag Baden-Württemberg beschlossen, eine Abstimmung über einen Fraktionsausschluss von Fiechtner einzuberufen.
Im Juni 2017 wurde von der AfD im Bundestagswahlkreis 295 Zollernalb-Sigmaringen eine Neuwahl für die Bundestagskandidatur der Partei einberufen, die mit Formfehlern bei der ursprünglichen Aufstellungsversammlung Mitte Januar begründet wurde. Für diese war ursprünglich Fiechtner nominiert worden. Die neue Nominierung eines anderen Bundestagskandidaten wurde durch Fiechtner angefochten. Das Landgericht Stuttgart erkannte zwar die Wirksamkeit der Wahl Fiechtners an und erklärte damit auch das damalige Verfahren für frist- und formgerecht, allerdings unterlag er mit seinem Willen, eine erneute Versammlung zu unterbinden. Er hat angekündigt, dagegen in Widerspruch zu gehen.
Am 29. April 2020 wurde Fiechtner nach Zwischenrufen und Provokationen aus einer Landtagssitzung ausgeschlossen und von der Polizei aus dem Saal geführt. Zuvor hatte Fiechtner Landtagspräsidentin Muhterem Aras (Grüne) vorgeworfen, sie hebele in Zeiten der Krise den Parlamentarismus aus. Das Parlament verkomme zur Schwatzbude. Nachdem Aras ihm Ordnungsrufe erteilt und ihm schließlich das Wort entzogen hatte, redete Fiechtner trotzdem mehrere Minuten weiter, setzte sich auf seinen Stuhl und weigerte sich zu gehen, worauf Polizei hinzugeholt wurde. Fiechtner wurde für drei Sitzungen ausgeschlossen.
Im Mai 2020 organisierte Fiechtner mäßig besuchte Proteste gegen die baden-württembergischen Corona-Verordnungen.
Am 24. Juni 2020 wurde Fiechtner erneut nach mehreren Ordnungsrufen von der Landtagssitzung ausgeschlossen, folgte der Aufforderung nicht und musste von zwei Polizisten aus dem Saal getragen werden. Diesmal schloss das Präsidium ihn für fünf Sitzungen aus. Fiechtner kündigte an, wegen des Ausschlusses vor dem Verfassungsgericht zu klagen. Bei einer Demonstration gegen die im Zusammenhang mit der Corona-Krise erlassenen Schutzmaßnahmen in Erfurt im Januar 2021 bezeichnete er „die Maske als den Hitlergruß unserer Zeit“. Anfang 2021 sagte Fiechtner im Landtag über die COVID-Impfungen, wer diese „leichtfertig“ propagiere, mache „sich letztlich zu einem Jünger Josef Mengeles“. Fiechtner trat neben dem Rechtsesoteriker Jo Conrad und dem antisemitischen Verschwörungstheoretiker Oliver Janich auch in einem Video zum Song „Heimat“ auf, den der Sänger Xavier Naidoo mit Kooperationspartnern im April 2021 produzierte. Das Video ist mit Aufnahmen von Querdenken-Demos unterlegt. Einige Mitglieder dieser „Konferenz“ distanzierten sich allerdings, da Fiechtner Patienten gegen Corona geimpft hatte. Ende Juni 2021 gab die „Konferenz“ bekannt, dass Fiechtner „weiterhin Mitglied dieser Gruppe ist und bleibt. Die Tatsache, dass er den umstrittenen Corona-Impfstoff denjenigen Patienten verabreicht, die sich auch durch umfassende und schonungslose Aufklärung nicht davon abbringen lassen, wird von einigen Mitgliedern der Konferenz heftig kritisiert, andere unterstützen es und weiteren ist es relativ egal“.
Wegen unterstützender Aussagen zum Sturm auf das Kapitol in Washington 2021 („Dann gilt es vielleicht ernst zu machen mit den Parlamenten. Nicht diese Show-Veranstaltungen, wie vor zwei Tagen im Kapitol“) prüfte die Staatsanwaltschaft Stuttgart die Aussagen. In diesem Zusammenhang sprach er auch von US-„Bürgern, die sich den Wahlbetrug nicht bieten lassen wollen“.
Nach der Landtagswahl am 14. März 2021 konstituierte sich am 11. Mai 2021 der neue Landtag; seitdem ist Fiechtner nicht mehr Landtagsabgeordneter.
Auf einer „Querdenken“-Kundgebung am 3. April 2021 führte Fiechtner ein Gespräch mit dem Politaktivisten Michael Ballweg. Auf Twitter wurde ein Video gepostet, auf dem zu sehen ist, wie Fiechtner mit zwei Polizeibeamten über den Landtagsdirektor von Baden-Württemberg Berthold Frieß spricht. Dabei lachen die Beamten mehrere Male, auch kurz nachdem Fiechtner Frieß eine „antidemokratische Ratte“ nannte. Zum Abschied wünschen sich alle drei frohe Ostern.
Mehrmals teilte Fiechtner in seiner Telegram-Gruppe Meldungen aus dem direkten Umfeld der rechtsextremen und verschwörungsideologischen QAnon-Bewegung. Auf Telegram bezeichnete Fiechtner den bayerischen Ministerpräsidenten Markus Söder als „Södolf“ und den baden-württembergischen Ministerpräsidenten Winfried Kretschmann als „Winni Polpot“ und schrieb über eine Journalistin, die gefordert hatte, Donald Trump „auf Facebook und Twitter endlich seine Reichweite“ zu nehmen, man solle sie „direkt in den Knast für 30 Tage schicken“. Den Verfassungsschutz bezeichnete er als „Gestaposchutz“ und „Verfassungsstasi“. Mit dem rechtsextremen Netzaktivisten Sven Liebich aus Halle posierte Fiechtner in einem Online-Video, in dem Liebich sich wahrheitswidrig als Mitglied der Partei Die Linke ausgab und beide einen „Diskurs“ über Corona-Maßnahmen führten.
In einem Telegram-Post vom August 2022 brachte Fiechtner das zur Ermordung von KZ-Insassen verwendete Zyklon-B-Gas mit den Corona-Impfstoffen in Verbindung und unterstellte somit eine staatliche Tötungskampagne.
Im Dezember 2022 nahm Fiechtner in Wien an einer Podiumsdiskussion der von dem Ex-FPÖ-Chef und ehemaligen österreichischen Vizekanzler Heinz-Christian Strache gegründeten „Plattform für Frieden und Neutralität“ teil, die sich mit dem russischen Angriffskrieg gegen die Ukraine befasste. Auf die Frage Straches, ob die Ukraine der Inbegriff westlicher Werte sei, antwortete Fiechtner: „Leider ja, sie ist es – in ihrer ganzen korrupten Verquickung.“
Bei einer Querdenker-nahen Kundgebung unter dem Motto „Frieden, Freiheit, Volksabstimmung“ im Mai 2025 in Berlin forderte Fiechtner die Zuhörer auf, vermeintliche Widerstandsgruppen wie „die Rollatorgang, die sicher vieles wollten“, zu unterstützen. Damit bezog er sich auf die terrorverdächtige Reichsbürger-Gruppe Patriotische Union.

#### Parteiaustritt und Kaufversuch
Am 24. November 2017 erklärte Fiechtner seinen Austritt aus der AfD-Landtagsfraktion und der Partei. Er begründete seinen Austritt mit der verstärkten Annäherung des fraktionslosen, aber nicht von der Partei ausgeschlossenen antisemitischen Abgeordneten Wolfgang Gedeon. Nach dem Wechsel des Fraktionsvorsitzes von Jörg Meuthen zu Bernd Gögel erweiterte die Fraktion die stets im Hintergrund fortgesetzte Zusammenarbeit mit Gedeon, indem sie ihn als Gast zu Arbeitskreissitzungen zuließ. Fiechtner erklärte, Gedeon sei „definitiv ein Antisemit“, und ordnete die Gespräche über eine potentielle Rückkehr von diesem als „Ausweis völliger Verwahrlosung der AfD-Fraktion“ ein.
Im Februar 2018 wurde bekannt, dass die AfD versucht hatte, ihn durch einen angebotenen Berater-Vertrag und private Spenden dazu zu bewegen, sein Mandat im Gemeinderat von Stuttgart niederzulegen. Insgesamt wurden ihm 30.000 Euro geboten, weil laut Fiechtner die AfD annahm, er behalte nach seinem Parteiaustritt sein Gemeinderatsmandat nur des Geldes wegen. Laut Fraktionsprotokoll sollte Fiechtner je 10.000 Euro von den drei anderen AfD-Stadträten „privat“ erhalten. Die Stadt Stuttgart erklärte, sich die Vorgänge „sehr genau“ anschauen zu wollen und, wenn Anhaltspunkte für Straftaten zu erkennen seien, rechtliche Schritte zu prüfen.
Fiechtner erklärte daraufhin, ihm sei klar geworden, dass er den Gemeinderat nicht mehr verlassen könne, „weil ich dieser rechtlosen Haltung ansonsten Vorschub leisten würde“. Bei der Kommunalwahl 2019 verlor Fiechtner seinen Sitz im Gemeinderat. Er hatte für das Bündnis Zukunft Stuttgart 23 (BZS 23) kandidiert, das auf 0,3 Prozent der Stimmen kam.
In einem Interview mit der rechtsextremen Internetseite PI-News vom 29. Januar 2021 bekräftigte Fiechtner, dass er sich mit der AfD „immer noch oder wieder“ verbunden fühle. Es gelte, einen „gemeinsamen Kampf“ zu führen; deshalb sollten persönliche Befindlichkeiten hintangestellt werden.

### Strafverfahren
Im März 2023 wurde Fiechtner vom Amtsgericht Stuttgart zu einer Geldstrafe von 485 Tagessätzen zu je 150 Euro verurteilt. Ihm wurden in einem Sammelverfahren 18 verschiedene Straftaten aus den Jahren 2019 bis 2021 vorgeworfen. Fiechtner hatte unerlaubt vertrauliche Unterlagen aus dem Akteneinsichtsausschuss zur Klinikum-Affäre mitgenommen. Zudem wurde er verurteilt wegen Hausfriedensbruchs, Verstößen bei Versammlungen, Verwendung von Kennzeichen verfassungswidriger Organisationen, unerlaubten Filmens von Polizeibeamten und der Veröffentlichung im Internet, Beleidigung sowie Weiterleitung von beleidigenden Texten an verschiedene Gesundheitsminister. Die Staatsanwaltschaft Stuttgart prüft, ein weiteres Verfahren einzuleiten, da Fiechtner während seines Schlusswortes die Richterin und die Staatsanwältin beleidigt haben soll. Fiechtner kündigte an, Berufung einzulegen.

### Persönliches
Fiechtner kam ohne rechte Hand auf die Welt. Er ist verheiratet, hat zwei Söhne, wohnt in Stuttgart-Birkach und ist Pietist.
Er tritt stets mit Fliege auf.

## Schriften
- Inotropie und Kreislaufwirkung von Inosin. Tübingen, Medizinische Fakultät der Eberhard-Karls-Universität Tübingen, Dissertation; 1989, DNB 891234365 (Lebenslauf)